# Honkajärvi
Honkajärvi är en sjö i Pajala kommun i Norrbotten och ingår i Torneälvens huvudavrinningsområde. Honkajärvi ligger i Torne och Kalix älvsystem Natura 2000-område.